# Cantonul Avallon
Cantonul Avallon este un canton din arondismentul Avallon, departamentul Yonne, regiunea Burgundia, Franța.

## Comune
- Annay-la-Côte
- Annéot
- Avallon (reședință)
- Domecy-sur-le-Vault
- Étaule
- Girolles
- Island
- Lucy-le-Bois
- Magny
- Menades
- Pontaubert
- Sauvigny-le-Bois
- Sermizelles
- Tharot
- Thory
- Vault-de-Lugny